# Rudme Friskole
Rudme Friskole opstod i Rudme i 1858 og er således Danmarks 5. ældste friskole. Børnehaven er kommet til i 2005 og vuggestuen i 2016. Den har i dag ca. 60 børn fra vuggestue til 9. klasse fra ca. 40 familier. Friskolen har et grundtvig-koldsk værdigrundlag og er karakteriseret ved megen musik, teater og kreativitet.

## Historie
Rudme Friskole åbnede mikkelsdag. den 29. september 1858 og er dermed en af landets ældste eksisterende friskoler. Skolen var indrettet i havestuen på gården Havelund, der ejedes af Ane Kirstine og Hans Jørgensen. Ægteparret var blevet grebet af den vækkelse, der udgik fra den grundtvigske menighed i Ryslinge, og de ønskede nu at skabe en skole efter de tanker, som de havde mødt hos N.F.S. Grundtvig og Christen Kold. Der var indskrevet tolv børn på skolen, og dens første lærer hed Morten Eskesen.
Hurtigt blev skolen også et mødested for voksne, der samledes til møder, sangaftener, gymnastik og foredrag.
Herefter havde skolen til huse to andre steder på Rudmevej, nemlig i henholdsvis nr. 78 og 84, inden den første bygning på skolens nuværende grund blev indviet i 1877.